# Janiodes duplinota
Janiodes duplinota är en fjärilsart som beskrevs av Embrik Strand 1912. Janiodes duplinota ingår i släktet Janiodes och familjen påfågelsspinnare. Inga underarter finns listade i Catalogue of Life.